# Zonnetje
Zonnetje (internationaal: Joy) is een Nederland-Engelse stomme film uit 1919 onder regie van Maurits Binger en B.E. Doxat-Pratt. De film is gebaseerd op het boek van Eleanor Morse Savi. In de kopieën die in het buitenland vertoond werden, werd de naam van hoofdrolspeelster Annie Bos vermeld als Anna Bosilova.
Hoewel de film zich deels in Engeland afspeelt en sommige personages van Britse afkomst zijn, bestaat de cast en crew enkel uit Nederlanders. Hij werd destijds positief ontvangen.

## Verhaal
Tom Chelmsford is een enthousiaste jongeman die zijn leven laat leiden door zijn impulsen. Wanneer hij trouwt met de jonge koriste Gloria Grey, wordt hij door zijn vader verloochend. Samen brengen ze een zeer gelukkige periode door. Hier komt een einde aan als op een dag hun geld opraakt. Tom weigert te leven als armoedzaaier en verlaat zijn vrouw. Gloria kan hem moeilijk vergeten en gaat het toneel in om afleiding te zoeken. Hier krijgt ze een bezoek van zijn oudere broer Robert. Hij raadt haar aan gerechtelijke maatregelen te nemen en hem achter zich te laten. Robert is onder de indruk van Gloria's eenvoud en vertelt haar dat ze altijd contact met hem mag opnemen, indien ze ooit in problemen komt.
Niet veel later bevalt Gloria van een dochter, die ze Joy noemt. Zes jaren gaan voorbij. Ze realiseert zich dat het theaterleven geen positieve invloed heeft op haar kind. Gloria herinnert zich het aanbod van Robert en stuurt haar kind tijdelijk naar hem toe, totdat zij genoeg geld heeft verdiend om een nieuw leven te beginnen. Hierbij doet ze het verzoek dat Robert zijn broer niet vertelt dat hij vader is. Joy groeit er op tot een jongedame en wordt verliefd op John, een heer. Ze zorgt er uiteindelijk voor dat haar ouders bij elkaar terugkomen.

## Rolbezetting
| Acteur          | Personage                        |
| --------------- | -------------------------------- |
| Annie Bos       | Gloria Grey                      |
| Adelqui Migliar | Tom Chelmsford/Robert Chelmsford |
| Renee Spiljar   | Dolly                            |
| Lola Cornero    | Cora Chelmsford                  |
| Harry Waghalter | John Chelmsford                  |
| Marie Spiljar   |                                  |